# Trafic d'influence (film)
Pour plus de détails, voir Fiche technique et Distribution.
Trafic d'influence est un film français réalisé par Dominique Farrugia, sorti en 1999.

## Synopsis
Maxime Édouard François-Marie de Labardière et Gérard Ravanelli sont deux députés condamnés à cinq ans de prison pour trafic d'influence, suivis du médecin Pierre-Jean Guisard, médecin malhonnête, qui attendent leur transfert à la prison de Melun. Sandrine Athan, jeune policière intègre au caractère bien trempé, est présente pour escorter nos hommes dans une France bloquée par une grève générale.
Malgré leurs peines similaires et leur médiatisation importante, les trois hommes sont totalement différents : l'un est membre d'une famille de la noblesse qui remonte à l'époque des Templiers, dont le parti a profité de financements occultes ; l'autre est issu d'un milieu plus populaire et est plus proche du stéréotype du français moyen, condamné pour enrichissement personnel ; quant au troisième, qui a détourné l'argent d'une association caritative, il n'a guère le temps de s'étendre sur son passé : il est abattu par deux tueurs à gage, qui doivent éliminer Labardière sur ordre du président de la République.
Le transfert va donc se transformer en course-poursuite contre des tueurs à gage redoutables qui se révèlent être des agents du corps de la gendarmerie nationale, à la poursuite des trois compères et d'un CD de chants grégoriens qui renferme la comptabilité du parti majoritaire.

## Fiche technique
- Titre : Trafic d'influence
- Réalisation : Dominique Farrugia, assisté de Robert Kechichian
- Scénario : Dominique Farrugia et Dominique Mézerette
- Photographie : Pascal Gennesseaux
- Décors : Olivier Radot
- Pays de production :  France
- Date de sortie : 31 mars 1999
- Genre : comédie
- Durée : 95 minutes
- Musique : Philippe Chany

## Musique
- Tous au paradis (On ira tous au paradis) par Ärsenik, Stomy Bugsy et Jane Fostin (générique de fin).

## Distribution
- Thierry Lhermitte : Maxime Édouard François-Marie de Labardière
- Gérard Jugnot : Gérard Ravanelli
- Aure Atika : Sandrine Athan
- Jean-Pierre Cassel : Pierre-Jean Guisard
- Franck Dubosc : Fabien (le serveur)
- Zinedine Soualem : Gilles, le garagiste
- Lionel Abelanski : Serge, mari de Sandrine
- Marie-Christine Adam : l'aubergiste
- Didier Bénureau : le chef de cabinet
- Olivier Loustau : Bianco
- Jean-Paul Rouve : Jean-Frédéric, l'adjoint du chef de cabinet
- Maurice Barthélemy : le jeune syndicaliste
- Alain Chabat : le curé
- Dominique Farrugia : l'employé du funérarium
- Marina Foïs : l'invitée aux pétards
- Christian Gazio : l'invité chanteur 2
- Élise Larnicol : Françoise la syndicaliste
- Pierre-François Martin-Laval : l'homme aux lapins
- Christian Mulot : Henri Tarpon
- Jérôme Soubeyrand : le gendarme 1
- Pascal Vincent : Roro le clown
- Stéphane Boucher : le pompiste
- Christian Sinniger : le chef de la milice

## Accueil

### Accueil critique
Le film qui présente une satire sociale et politique de la France, a été accueilli fraîchement par la critique,.

## Analyse